# Tetramorium viehmeyeri
Tetramorium viehmeyeri är en myrart som beskrevs av Auguste-Henri Forel 1907. Tetramorium viehmeyeri ingår i släktet Tetramorium och familjen myror. Inga underarter finns listade i Catalogue of Life.